# Onslaught (jeu vidéo, 1989)
Pour les articles homonymes, voir Onslaught (homonymie).
Onslaught est un jeu vidéo d'action développé par Realms et édité par Hewson Consultants en 1989 sur Amiga et Atari ST. Le jeu a été adapté sur DOS en 1990 et sur Mega Drive en 1991.

## Accueil
- Tilt : 15/20 (Mega Drive)[1]